# STOA
 (janvier 2023).
Le panel STOA (Panel for the Future of Science and Technology) - anciennement Science and Technology Options Assessment (dont il a conservé l'acronyme) - est un panel d'eurodéputés du Parlement européen dont le domaine de compétence est l'analyse des problématiques liées aux sciences et technologies.

## Rôle
STOA, actif depuis 1987, est un organe officiel du Parlement européen, chargé de l'évaluation des sciences et technologies. Sa tâche première est dès lors la réalisation d'études, expertes et indépendantes, sur l'impact des nouvelles technologies. Ceci permet l'identification de différentes options stratégiques, qui sont par la suite utilisées par les Commissions  du Parlement européen, lors des prises de décisions politiques.
Les études du STOA sont effectuées en partenariat avec des experts externes. Ces derniers sont généralement des instituts de recherche, des universités, des laboratoires, des consultants ou des chercheurs individuels, choisis en fonction des projets spécifiques traités par le STOA.
Le STOA s'implique également dans l'organisation de conférences et workshops en relation avec les études qu'il publie. Lors de ces événements, Députés Européens, experts des institutions Européennes, organismes internationaux, universités, instituts spécialisés et de nombreuses autres sources d'expertise se rassemblent pour participer à l'analyse des sujets à l'étude.
Le Parlement européen exprime sa position sur les questions publiques à travers les rapports publiés par ses Commissions parlementaires. Lorsque ces dernières jugent qu'une évaluation scientifique et technologique indépendante serait utile à la prise de décision politique, le STOA est à leur disposition.

## Organisation
Le Panel STOA est politiquement responsable des activités du STOA. Il est composé de vingt-sept députés européens, à savoir, le Vice-Président du Parlement Européen responsable de STOA, six membres de la Commission pour l'Industrie, la Recherche et l'Énergie (ITRE); trois membres de chacune des Commissions suivantes : Environnement, Santé Publique et Sécurité Alimentaire (ENVI), Marché Intérieur et Protection des Consommateurs (IMCO), Emploi et Affaires Sociales (EMPL), Transport et Tourisme (TRAN), Agriculture et Développement Rural (AGRI); et un membre de chacune de ces Commissions: Libertés civiles, justices et affaires intérieures (LIBE), Affaires juridiques (JURI), Culture et Education (CULT), Développement Régional (REGI) et Commerce international (INTA).
| Member                      | Role           | Political group | Member State       |
| --------------------------- | -------------- | --------------- | ------------------ |
| Christian EHLER             | Président      | PPE             | Allemagne          |
| Ivo HRISTOV                 | Vice-Président | S&D             | Bulgarie           |
| Ivars IJABS                 | Vice-Président | Renaissance     | Lettonie           |
| Atidzhe ALIEVA-VELI         | Membre         | Renaissance     | Bulgarie           |
| Adam BIELAN                 | Membre         | CRE             | Pologne            |
| David CORMAND               | Membre         | Verts/ELA       | France             |
| Jakop G. DALUNDE            | Membre         | Verts/ELA       | Suède              |
| Rosa D'AMATO                | Membre         | Verts/ELA       | Italie             |
| Pietro FIOCCHI              | Membre         | CRE             | Italie             |
| Emmanouil FRAGKOS           | Membre         | CRE             | Grèce              |
| Lina GÁLVEZ MUÑOZ           | Membre         | S&D             | Espagne            |
| Maria GRAPINI               | Membre         | S&D             | Roumanie           |
| Martin HLAVÁČEK             | Membre         | Renaissance     | République Tchèque |
| Marina KALJURAND            | Membre         | S&D             | Estonie            |
| Radan KANEV                 | Membre         | PPE             | Bulgarie           |
| Maria-Manuel LEITÃO-MARQUES | Membre         | S&D             | Portugal           |
| Victor NEGRESCU             | Membre         | S&D             | Roumanie           |
| Michèle RIVASI              | Membre         | Verts/ELA       | France             |
| Bronis ROPĖ                 | Membre         | Verts/ELA       | Lituanie           |
| Jordi SOLÉ                  | Membre         | Verts/ELA       | Espagne            |
| Susana SOLÍS PÉREZ          | Membre         | Renaissance     | Espagne            |
| Barbara THALER              | Membre         | PPE             | Autriche           |
| Patrizia TOIA               | Membre         | S&D             | Italie             |
| Marion WALSMANN             | Membre         | PPE             | Allemagne          |
| Pernille WEISS              | Membre         | PPE             | Danemark           |
| Juan Ignacio ZOIDO ÁLVAREZ  | Membre         | PPE             | Espagne            |

Le Bureau STOA est élu par le Panel STOA. Actuellement, le Président du Panel est Christian EHLER (PPE, Allemagne). Les deux Vice-Présidents sont Ivo HRISTOV (S&D, Austriche) et Ivars IJABS (Renew Europe, Lettonie). Le quatrième membre du Bureau STOA est le Vice-Président du Parlement Européen responsable du STOA. 
Le Panel supervise également le travail du European Science-Media Hub (ESMH), une plateforme visant à créer une communauté de scientifiques, de politiciens et de journalists afin de garantir que les connaissances scientifiques soient mises à la disposition des décideurs politiques, des médias et du grand public. L'ESMH utilise des outils de surveillance des médias et de veille médiatique, et travaille avec des rédacteurs scientifiques, pour mettre régulièrement à jour son site web avec une revue de presse et des articles sur des sujets scientifiques et technologiques qui attirent l'attention des médias et sont importants dans le contexte européen. Il offre également aux journalistes et autres professionnels de la communication des possibilités de formation sur les développements technologiques, à la fois comme sujets de leurs reportages mais aussi comme moyen de faciliter leur travail.    

## Activités
Sur la base des besoins exprimés par différentes commissions parlementaires, STOA fournit au Parlement européen des informations et études scientifiques, impartiales et indépendantes. L'objectif de ces études est d'évaluer l'impact de l'introduction ou de la promotion de nouvelles technologies, et d'identifier les meilleures options technologiques disponibles avant de prendre une décision politique menant à une action. Toutes les publications de STOA sont disponibles sur son site web.
Afin de sensibiliser l'opinion publique sur des sujets scientifiques et technologiques, STOA organise une conférence annuelle nommée "Annual Lecture". D'éminents scientifiques - souvent des lauréats du prix Nobel - s'expriment sur des sujets qui figurent dans l'agenda politique européen, tels que la société de l'information, l'avenir sans pétrole, le changement climatique, les progrès de la recherche médicale, ainsi que les découvertes majeures en sciences fondamentales. L'événement est ouvert au public. Les dernières Annual Lecture ont porté sur les sujets suivants (en anglais) :
- 'The future of RNA-based technology' (2023);
- 'Edge computing, 6G and satellite communications' (2021);
- 'Digital human rights and the future of democracy: Lessons from the pandemic' (2020);
- 'Quantum technologies, artificial intelligence, cybersecurity' (2018);
- 'Media in the age of artificial intelligence' (2017);
- 'Towards a space-enabled future for Europe' (2016);
- 'A discovery tour in the world of quantum optics' (2015) and;
- 'Towards understanding the brain: Explained by a Nobel Prize winner' (2014).

En outre, STOA organise des workshops et conférences en moyenne une fois par mois.
En 2022, STOA a été à l'initiative de la création d'un forum pour la liberté académique. Cette plateforme, faisant autorité, réalise une veille de l'état des lieux de la liberté académique dans les États Membres de l'UE, et offre un espace de discussion à toutes les parties prenantes pour débattre de comment protéger la liberté académique en Europe. Le forum pour la liberté académique publie des études et organise des événements afin d'aborder les différents aspects de la liberté académique.
Toutes les informations relatives à STOA sont disponibles sur le compte Twitter @EP_ScienceTech.
STOA est membre du réseau European Parliamentary Technology Assessment (EPTA).